# Миа Димшић
Миа Димшић (Осијек, 7. новембар 1992), позната и као само Миа, хрватска је певачица и текстописац.

## Музичка каријера
Песма „Буди ми близу” објављена је 12. октобра 2015. године као њен први сингл. „Живот није сив” је објављен 7. јула 2016. године као водећи сингл њеног дебитантског албума. Ова песма се на националној топ листи задржала више од 100 недеља, а Миа је освојила дискографско признање за најбољег новог извођача 2016. године. Дебитантски албум Живот није сив објављен је 20. марта 2017. године. За овај албум, Миа је добила златну плочу 2017. године. Божићно јутро, други студијски албум Димшићеве, објављен је 29. новембра 2017. године. Димшићева користи своја животна искуства као инспирацију за песме. Свој први самостални концерт под називом „Божићни концерт за мале и велике” одржала је у Концертној дворани Ватрослава Лисинског 3. децембра 2017. године.

### Утицаји
Димшићева наводи да су јој највећи узори у музици Тејлор Свифт и Кејси Масгрејвс. Од хрватских уметника, на њен рад су утицали Нено Белан, Џибони, Теди Спалато, Оливер Драгојевић и Хари Рончевић.

## Дискографија

### Студијски албуми
- Живот није сив (2017)
- Божићно јутро (2017)
- Сретан пут (2019)

### Синглови
- Буди ми близу (2015)
- Слободна (2015)
- Живот није сив (2016)
- Сањај ме (2016)
- Безимени (2017)
- Сунце, облак, вјетар (2017)
- Киша (2017)
- Цимет и чај (2017)
- До посљедњег ретка (2018)
- Сњежна улица (2018)
- Овај град (2019)
- Мале ствари (2019)
- Цеста до сна (2019)
- Сва блага овог свијета са Марком Тољом (2019)
- Помиче се сат (2019)

## Награде и номинације
| Година | Награда | Категорија                             | Дело             | Резултат |
| ------ | ------- | -------------------------------------- | ---------------- | -------- |
| 2017   | Порин   | Најбољи музички видео                  | „Живот није сив” | Освојено |
| 2018   | Порин   | Албум године                           | Живот није сив   | Освојено |
| 2018   | Порин   | Песма године                           | „Безимени”       | Освојено |
| 2018   | Порин   | Најбољи албум поп музике               | Живот није сив   | Освојено |
| 2018   | Порин   | Најбољи албум популарне духовне музике | Божићно јутро    | Освојено |

## Фестивали
Етнофест, Неум:
- Дуго, дуго (дует са Ливиом Моросином), 2013

Славинија фест CMC 200, Славонски Брод:
- Слободна, 2016

Сплит:
- Живот није сив, 2016
- Сунце, облак, вјетар, 2017
- Сва блага овог свијета (дует са Марком Тољом), 2019
- Живот није сив (Вече ретроспективе јубиларног 60. Сплитског фестивала), 2020
- Неки нови људи, 2021

CMC, Водице:
- Безимени, 2017
- До посљедњег ретка, 2018
- Цеста до сна, 2019
- Сретан пут, 2020
- Помало случајно, 2021
- Сто пута не, 2024

Загреб:
- Сањај ме, 2017
- Овај град, 2019
- Странац којег знам, 2023
- Узалуд ти све (дует са Дорис Косовић), награда за најбољу песму по избору радијских уредника, 2024

Ауреа фест, Пожега:
- До посљедњег ретка, 2018

Дора, Опатија:
- Guilty pleasure, победничка песма, 2022

Евросонг:
- Guilty pleasure, четрнаесто место, 2022

Мелодије Јадрана, Сплит:
- Ајмо у ђир (дует са Неном Беланом, вече нових песама - Хит лета), 2023
- У твојим рукама (Вече нових песама - Хит лета), 2024

Фестивал Кантарион (Аутори певају и свирају), Загреб:
- Сунце моје, 2025

Златне жице Славоније, Пожега:
- С тобом ил' без тебе, 2025